# قبعة 5'

بنية النوكليوتيد المعدل 7-ميثيل غوانوسين.

القعبة 5' أو كاب 5' (بالإنجليزية: 5′ cap)‏ في علم الأحياء الجزيئي هو نوكليوتيد معدل خصيصا يوجد في النهاية 5' لبعض النسخ الأولية للرنا مثل الرنا قبل رسول، هذه العملية المعروفة بـ: تقبيع الرنا الرسول مهمة للغاية وأساسية لإنشاء رنا رسول مستقر وناضج قادرٍ على تحمل عملية الترجمة أثناء تخليق البروتين. الرنا الرسول للمتقدرة  وللبلاستيدات الخضراء  لا يخضعان لعملية التقبيع.

## البنية

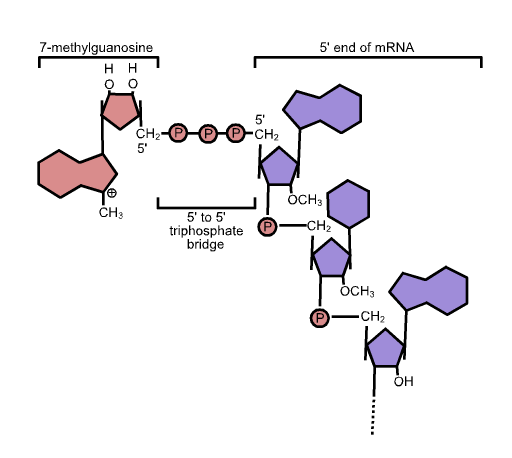
بنية القبعة 5' لدى حقيقيات النوى (كاب-2).

تتواجد القبعة 5' (كاب-0) لدى حقيقيات النوى في النهاية 5' لجزيء رنا رسول وهي عبارة عن نيلكيوتيد غوانين مرتبط برنا رسول عبر رابطة فوسفات ثلاثية 5' إلى 5' غير اعتيادية. تتم مثيلة هذا الغوانوسين في الذرة 7 بعد التقبيع مباشرة في الكائنات الحية بواسطة الإنزيم ميثيل‌ترانسفراز. يشار إليها بقبعة 7-ميثيل غوانيليت وتختصر (م7غ) بالإنجلزية (m7G).
توجد بعض التغيرات الإضافية في حقيقيات النوى متعددة الخلايا وبعض الفيروسات  منها مثيلة مجموعة هيدروكسيل الذرة 2' لجزيئتي الريبوز الأولى والثانية في النهاية 5' للرنا الرسول. تسمى النهاية كاب-1 عندما تحوي النهاية 5' للرنا الرسول على مجموعة ميثيل في الذرة 2' للريبوز الأول فقط وتسمى كاب-2 عندما تحتوي على مجموعة ميثيل في الذرة 2' لجزيئتي الريبوز الأولى والثانية. يُظهر الشكل المقابل أن القبعة 5' مشابهة كيميائيا للنهاية 3' للرنا الرسول (وذلك لأن ذرة الكربون 5' للريبوز القعبة مترابطة والذرة 3' غير مترابطة) وهذا يمنح مقاومة معتبرة ضد لنوكليازات 5' الخارجية. [بحاجة لمصدر]
جزيئات الرنا الصغيرة تحتوي قبعات 5' خاصة، فأصناف الرنا الصغير التغييري رناصت توجد لديها قبعات 5'-ثلاثي مثيل غوانوسين، بينما الرنا الصغير من صنف (LsmRNA) لديها قبعات 5'-أحادي ميثيل الفوسفات.
في البكتيريا وربما كائنات أعلى يتم تقبيع بعض جزيئات الرنا بـ: ثنائي نوكليوتيد الأدنين وأميد النيكوتين وكذلك مرافق الإنزيم-أ.
يمكن لدى جميع الكائنات إزالة تقبيع جزيئات الرنا بواسطة عملية تعرف بإزالة تقبيع رنا رسول.